# 库尔班·艾尔西丁
库尔班·艾尔西丁（1947年8月—），男，维吾尔族，新疆伽师县人，中国人民解放军少将。

## 生平
库尔班·艾尔西丁为大专学历。1964年参加中国人民解放军。1965年12月加入中国共产党。历任中国人民解放军步兵战士、排长、参谋、连长、团副参谋长、副师长、吐鲁番军分区司令员。1985年10月起，任新疆军区副参谋长。1990年7月获授少将军衔。1992年至2005年任新疆军区副司令员。2000年5月起，兼任新疆生产建设兵团党委常委、副司令员。2005年4月3日，中共新疆维吾尔自治区党委决定，聂卫国任兵团党委委员、常委、书记，李新光任兵团党委委员、常委，陈德敏不再担任兵团党委书记、常委、委员职务，库尔班·艾尔西丁不再担任兵团党委常委、委员职务。
库尔班·艾尔西丁是第十届全国政协委员、全国政协第十届民族宗教委员会委员，中共十五大代表，第七届全国人大代表。